# Daubentonia robusta
Daubentonia robusta (лат.), или гигантская руконожка[уточнить] — вид субфоссильных (полуископаемых) приматов рода руконожек, обитавший на Мадагаскаре в позднем четвертичном периоде и вымерший, по-видимому, менее тысячи лет назад. Известен по находкам в юго-восточной и центральной части острова. Внешне походил на единственный сохранившийся вид этого же рода — Daubentonia madagascarensis, но был в несколько раз крупней и отличался более массивным телосложением и более короткими относительно общего размера конечностями.

## Открытие и систематика
Вид D. robusta описан палеонтологом Шарлем Ламбертоном в 1934 году. Голотипом вида стал частичный скелет из раскопа Тсираве в юго-западной части Мадагаскара, кости из которого хранятся в коллекции Университета Антананариву. Другие палеонтологические раскопы, в которых найдены кости представителей данного вида — Анавоха, Анкилитело, Ламбохарана и, возможно, Ампасамбазимба — расположены также в юго-западных или в центральных районах Мадагаскара.
В 1993 году в справочнике «Mammal Species of the World» видовое название D. robusta было определено как синонимичное для D. madagascarensis, хотя и уточнялось, что существует возможность, что это всё же отдельный вид; в более поздних изданиях информация о D. robusta представлена отдельно.

## Внешний вид
Известные костные останки Daubentonia robusta крайне схожи со скелетом её более мелкого родича, дожившего до нашего времени — мадагаскарской руконожки. Однако вымерший вид значительно крупнее: разница в линейных размерах составляет около 30 %, а оцениваемая масса тела D. robusta достигает 13 (или даже 15) килограммов, что впятеро больше, чем у второго вида. При этом телосложение вымершего вида было более плотным и массивным, а длина конечностей относительно его общих размеров — меньшей, чем у сохранившегося. Интермембральный индекс (соотношение длин передней и задней конечностей) составляет приблизительно 85, плече-бедренный индекс (соотношение длин плечевой и бедренной костей) выше, чем у мадагаскарской руконожки.
Daubentonia robusta делит многие характерные особенности своего внешнего вида с мадагаскарской руконожкой. Эти особенности включают длинные и постоянно росшие резцы, имевшие форму долота; удлинённый и тонкий («нитевидный») третий палец на руке; и вытянутую пястную кость этого пальца. За исключением передних зубов не было найдено никаких костей черепа, поэтому не представляется возможным утверждать, была ли голова D. robusta увеличенной относительно тела и были ли её глаза приспособлены к ночному образу жизни так же, как у её современных родичей.

## Палеоэкология
Специфические характеристики гигантской руконожки — длинные тонкие пальцы и долотообразные постоянно растущие резцы — указывают на то, что её диета, как и диета её более мелкого родича, ориентирована на плоды в твёрдых оболочках — орехи и семена, содержимое которых она извлекала из скорлупы при помощи этих естественных приспособлений. При этом, если в рационе мадагаскарской руконожки с такими продуктами соседствуют насекомые и их личинки, большие размеры D. robusta означают, что, вероятнее всего, семена играли в её диете более важную роль. Данные по соотношению изотопов углерода в известных костных останках указывают, что основу рациона D. robusta составляли C3-растения. Хотя до сих пор не обнаружено ни одного черепа гигантской руконожки, сходство других её черт с чертами мадагаскарской руконожки позволяет палеонтологам предположить, что они занимали одну и ту же экологическую нишу и что D. robusta в отличие от остальных субфоссильных лемуров тоже вела ночной образ жизни.
Мадагаскарская руконожка — вид, способный передвигаться разными способами; в основном она предпочитает передвижение по ветвям деревьев на всех четырёх конечностях, но хорошо умеет и совершать прыжки с дерева на дерево. Меньшая длина конечностей D. robusta относительно размеров тела и более высокий интермембральный индекс указывают на то, что этот вид был более ограничен в способах перемещения, видимо, больше времени проводя на четырёх ногах и чаще спускаясь на землю. Вероятно, гигантская руконожка была хуже приспособлена к совершению прыжков, но при этом нет и никаких данных, указывающих на переход к висячему образу жизни, характерному для многих других крупных субфоссильных лемуров. Схожие пропорции тела из современных млекопитающих наблюдаются у полосатого кускуса и некоторых других видов, ведущих наземный норный образ жизни, поэтому возможно, что аналогичные модели поведения выработались и у гигантской руконожки.
Гигантские руконожки исчезли с Мадагаскара сравнительно недавно — менее тысячи лет назад, уже после прихода на остров человека. Вполне вероятно, что именно человек стал причиной их вымирания: найдены несколько зубов D. robusta со следами ручной обработки, по всей видимости, использовавшихся как часть украшения. Это может свидетельствовать о том, что гигантские руконожки были объектом охоты.